# يورج هايدر
يورج هايدر (بالألمانية: Jörg Haider) (ولد 26 يناير 1950 - وتوفي 11 أكتوبر 2008)، سياسي نمساوي وكان حاكم ولاية كيرنتن زعيم حزب التحالف من أجل مستقبل النمسا (Bündnis Zukunft Österreich, BZÖ) وقد كان قبلها زعيم حزب الحرية اليميني المتشدد (Freiheitliche Partei Österreichs, حزب الحرية النمساوي) قبل أن يتنحى من زعامة الحزب عام 2000 نتيجة للضغوط الدولية وإن كان أحد أبرز الوجوه فيها، قبل أن يطرد منها من قبل زعيمها هيلمر كاباس ويؤسس حزبه الجديد في أبريل من عام 2005.
وقد أثار جدلا واسعا داخل النمسا وخارجها بسبب استفزازه «بتمجيد الحقبة النازية»، فقد انتقدت الخارجية الأمريكية هايدر تلك التعليقات والتي قد تفسر -حسب قولهم- بأنها تنم عن كراهية الأجانب أو معاداة السامية.
قتل بحادث سيارة بتاريخ 11 أكتوبر 2008 بعد قيادة الحزب بالانتخابات النيابية النمساوية.

## حياته الخاصة

### أبويه
كانا والدي هايدر نازيين وأعضاء قدامى للحزب النازي الألماني. وإن كانا ينحدران من طبقتين مختلفتين، فأبوه روبرت هايدر كان صانع أحذية، بينما والدته دوروثي روب كانت ابنة طبيب ثري ورئيس وحدة أمراض النساء في المستشفى العام في لينتز.
انضم روبرت هايدر للحزب النازي عندما كان صبيا بعمر 15 سنة، أي قبل 4 سنوات من وصول هتلر للحكم في ألمانيا. وقد بقي ولائه للحزب حتى بعد منع الحزب النازي النمساوي بالنمسا وحل البرلمان النمساوي القديم وحل محله مايسمى (Ständestaat) وذلك بحكم الدكتاتور الفاشي انجل بيرت دولفوز، وقد رحل إلى بافاريا عام 1933 ولكنه عاد بعدها بسنة وبعد أن فشل النازيين من الإطاحة بالحكومة النمساوية. وقد القي القبض عليه فاختار العودة إلى ألمانيا حيث التحق بالفيلق النمساوي وهو جزء من قوات الصاعقة الألمانية.
عاد روبرت هايدر إلى النمسا عام 1938 بعد أن اتم سنتين بالخدمة العسكرية في ألمانيا، وذلك بعد الحاقها بألمانيا النازية وسميت (Anschluss). وقد حارب بالجبهتين الشرقية والغربية في أوروبا كضابط صغير خلال الحرب العالمية الثانية، وقد جرح عدة مرات قبل تسريحه من العسكرية النازية برتبة ملازم. وفي عام 1945 تزوج بدوروثا روب وهي قائدة بفرع نساء ألمانيا (بالألمانية: Bund Deutscher Mädel) وهو فرع للحزب النازي الألماني.
بعد انتهاء الحرب، تمت تكثيف ملاحقة والدا هايدر قضائيا بحكم انضمامهما للحزب النازي وتقرير الحكم المناسب ضدهما بحكم ولائهما للحزب النازي، (وقد تمت ملاحقة جميع أعضاء الحزب والمتعاطفين معهم قضائيا بعد انتهاء الحرب في كلا من ألمانيا والنمسا) وقد عرف عليهم بمسمى:اصحاب رتب دنيا بالحزب النازي، وقد كافح روبرت هايدر ليجد وظيفة بمصنع احذية، وأما دوروثي وهي معلمة فقد حرمت من مزاولة تلك المهنة لعدة سنوات بعد انتهاء الحرب.

### الشباب
ولد يورج هايدر بولاية النمسا العليا بقرية تسمى باد جويسيرن عام 1950، حيث تحسنت أحوال والديهما المادية وله أخت أكبر منه بخمس سنوات واسمها اورسولا. وقد كان طالبا متفوقا بالابتدائية واكمل الثانوية بالرغم من أحوال والديه المادية. وقد كانت تقاريره ممتازة جدا بالثانوية. وقد احتك للمرة الأولى بالتنظيمات النازية مثل (Burschenschaft Albia) ويعني نادي الطلبة الألبي وهو تنظيم الطلابي يميني خلال دراسته الثانوية بقرية باد اسجل.
بعد تخرجه من الثانوية بامتياز، انتقل إلى فيينا لدراسة القانون، حيث انتسب إلى التنظيمات الطلابية اليمينية، وبعد تخرجه بشهادة ليسانس بالقانون عام 1973، انتقل للعمل التطوعي بالجيش النمساوي حيث قضى أكثر من 9 أشهر خدمة الزامية. وفي عام 1974 بدأ بالعمل في كلية حقوق جامعة فيينا بقسم القانون الدستوري.

### زواجه
تزوج هايدر بفتاة اسمها كلوديا بتاريخ 1 مايو 1976. وله منها ابنتان اولريكا وكورنيليا.

### عقار بيرنتال

موقع ولاية كيرنتن جنوب النمسا

طوال حياة هايدر المهنية كان تركيزه السياسي في كيرنتن، بالإضافة إلى ذلك فحياة هايدر الشخصية كانت مرتبطة وبشكل كبير بتلك المنطقة من النمسا، فقد استغنى عندما ورث عقار عمه وليم وبهوفر عام 1983، وهي عبارة عن قطعة أرض ضخمة في كيرنتن وتسمى (Bärental) وتعني دب الوادي. وهذا العقار له تاريخ ظهر بالإعلام النمساوي سنة 1990. تلك الأرض كانت مملوكة لإيطالي يهودي حتى عام 1941 عندما كان الألمان النازيين مترددين في استحواذ «الأملاك اليهودية» من أشخاص غير ألمان بدون تعويض مادي، بالتالي فقد بيعت تلك الأرض عام 1941 واشتراها جده جوزيف وبهوفر وقد كان يسكن بمنطقة بوزن شمال إيطاليا، ودفع مبلغ 300,000 مارك ألماني (بما يساوي 1.5 مليون دولار بالوقت الحالي) لكي يستحوذ على الأرض. وبعد انتهاء الحرب طالبت أرملة اليهودي صاحب الأرض السابق بتعويض وقد دفع مبلغ اضافي وقدره 850,000 شلن (400,000 دولار بالوقت الحالي). وفي عام 1955 ورث الأرض وليام وبهوفر ابن جوسف وبهوفر وبالتالي ورثها منه يورج هايدر. بالوقت الحالي تلك الأرض قد تساوي 15 مليون دولار أمريكي.

### موته

السيارة التي استقلها يورج هايدر

قتل هايدر بحادث سيارة في قرية كوتمانسدورف بالقرب من كلاغنفورت عاصمة كورنتن فجر يوم 11 أكتوبر 2008. يقول تقرير الشرطة بأن سيارة هايدر وهي فولكسفاغن نوع فيتون قد خرجت من الطريق وتدحرجت من الجسر وانقلبت، مسببة بجروح بالرأس والصدر. كان هايدر خارجا من نادي ليلي متوجها إلى تجمع للأسرة للاحتفال بعيد ميلاد والدته ال90‏، وكان وحده بالسيارة الحكومية ولم تعترضه أي سيارة أخرى، وكانت سرعة سيارته هي  142 كم بالساعة ( 88 ميل بالساعة) أي أكثر من ضعف السرعة القانونية وهي 70 كم بالساعة (43 ميل بالساعة)، أكدت التحقيقات الأولية عدم وجود أي بوادر مؤامرة. فنظريات المؤامرة حول وفاة هايدر قد رفضتها الشرطة النمساوية بشدة .
وصرح بعد ذلك الناطق باسم هايدر بأن «مستوى كمية الكحول الموجودة بدم هايدر أعلى من المسموح لها لحظة الحادث». وقال المدير العام لإدارة مقاطعة كورنتن (وهو أعلى منصب إداري للمقاطعة وليس منصب سياسي) وفقا لراديو النمسا بأن مستوى الكحول كان 1.8 لكل 1000 (0.18%)، أي أكثر بثلاث مرات الحد الرسمي (0.05%).
وعلق الرئيس النمساوي هاينز فيشر على الحادث قائلا بأنها مأساة إنسانية. وقد اختلطت ردود الفعل الصحافية، فالناشر لصحيفة (Österreich) واسمه " وولفجانج فيلنر" كتب قائلا: لقد قاتلت بمرارة مع يورج هايدر ولكن بالنهاية يورج هايدر كان لبقا جدا ومحترم، وذو حكمة سياسية... للأسف، ومرة أخرى كان بسرعة كبيرة. هايدر مات مثلما عاش، دائما بالسرعة القصوى، ودائما يتعدى الحدود المسموح بها. انتهى كلام فيلنر.. وقد أشار ارنست تروست في (Kronen Zeitung) في أن هايدر كان يستمتع "بصعوده السياسي كالمذنب"، كما أنه كان "أكثر من أي وقت مضى صاحب مبادرات تدمير الذات وتحرش المعارضة". رئيس تحرير (Kurier) كريستوف كوتانكو كتب: "بينما الكثير من لهجته المتلونة وكراهيته للأجانب وشعوبيته العدائية حيث يجب أن ترفض... انتقادات هايدر للظروف السائدة في فترة الثمانينات والتسعينات لها مابررها ولو جزئيا. وقد كان له اسم وكفاح وقد تغيرت جزئيا تلك الأحوال

## حياته السياسية

### الصعود إلى السلطة في حزب FPÖ
تأسس حزب الحرية النمساوي (FPÖ) في عام 1955، وقد كان بالبداية خليط من تيارات سياسية متعددة على حد سواء فقط لتعارض السياسة الكاثوليكية لحزب الشعب النمساوي والنزعة الاشتراكية للحزب الاجتماعي الديمقراطي النمساوي. مع جذوره المتأصلة من النزعة الألمانية، فقد احتوى على كل من النزعة القومية الألمانية والنظرة الليبرالية السياسية. استلم هايدر زعامة حركة الشبيبة للحزب عام 1972 وبقي على رأسها حتى عام 1974، وقد ارتقى بسرعة عبر المناصب الحزبية، ففي عام 1972 عندما أصبح عمره 22 كان زعيما منظما ثم أصبح مدير الشؤون الحزبية لولاية كورنتن عام 1976. في عام 1979 كان هو أصغر مندوب من بين 183 من أعضاء البرلمان وقد كان عمره 29 سنة. وقد صارت سياسته أكثر عدوانية، عندما صعد إلى رئاسة الحزب بولاية كورنتن عام 1983، وبدأ بانتقاد قادة الحزب، والذي لا يزال ضعيفا من خلال السياسة النمساوية، وقد يأخذ بالعادة 5-6% من اجمالي الأصوات.
وقد جاءت الفرصة الحاسمة من حياته المهنية عام 1986 عندما هزم نائب المستشار النمساوي نوربرت ستيجر في تصويت لقيادة الحزب في مؤتمر الحزب في سبتمبر بمدينة إنسبروك. وقد خاف العديد من المندوبين بأن تكون توجهات ستيجر السياسية ذات الطابع الليبرالي وائتلافه مع الاشتراكيين الديموقراطيين سوف تهدد كيان الحزب.

### الصراع السياسي في كورنتن
ظل الحزب الاجتماعي الديمقراطي متربعا على عرش الأغلبية المطلقة في كورنتن حتى عام 1989 عندما حصل على أقل من 50% من المقاعد، وشكل حزب الشعب مع حزب الحرية ائتلافا ورشح هايدر كحاكم لولاية كورنتن.
وفي عام 1991 خلال مناظرة بالبرلمان المحلي، هاجم متكلم خطة هايدر للحد من مدفوعات البطالة لإناس ينظر لهم باعتبارهم «مستغلون»، ووصف ذلك بانه عمل قسري وأعاد إلى الاذهان السياسات النازية. وقد رد هايدر عليه:«إنها لن تكون مثل الرايخ الثالث لأن الرايخ الثالث طور سياسة التوظيف السليمة والتي لن تستطيع حكومتك بفيينا فعل ذلك». تلك الملاحظة قد أثارت ضجة، وكان على هايدر الاستقالة من منصب الحاكم، وتحالف حزب الشعب مع الاجتماعي الديمقراطي بعد فك التحالف مع حزب الحرية بزعامة هايدر.
ولكن هايدر عاد وبقوة عام 1999 عندما انتخب حاكما لولاية كورنتن بواسطة برلمان كورنتن، حيث يمسك الحزب التعددية البرلمانية بحوالي 42%. حتى عندما سقط الحزب من 27% إلى 10% بالانتخابات الوطنية عام 2002، فإن الدعم في كورنتن لم ينخفض وقد نجح بالانتخابات المحلية عام 2004 وحصل على نسبة (42.5%)، وهي أكثر بقليل من نسبة عام 1999.

### زعامة الحزب

#### هايدر كزعيم للمعارضة
عندما استلم هايدر زعامة الحزب انتقل الحزب إلى أقصى اليمين عاكسا نزعة زعيمه القومية، ومحاربة الهجرة، وضد توجه الاتحاد الأوروبي. فقد اعتمد هايدر بالمقام الأول على القومية لتعزيز مصالحه. فمنذ أن استلم هايدر زعامة حزب الحرية عام 1986 فقد ارتفعت حصة الحزب من 5% عام 1986 إلى مايقرب 27% عام 1999.
وقد استلم هايدر قيادة الحزب عمليا بيد واحدة، وكان قادرا على توحيد القوى المنقسمة والمبعثرة لليمين المتشدد في النمسا وتأسيس حزب لكن لا يوجد الكثير من الشخصيات القيادية أو الأيديولوجية، فقط زعيم واحد هو هايدر نفسه، والذي كان يغير آرائه بشكل دائم. فإسلوبه بحكم الحزب أصبح موثوقا به للسنوات التالية، واتباعه لم يتحدون استفراده بالسلطة المطلقة بالحزب، خاصة وأن هايدر ينتقل من نصر إلى آخر بالانتخابات.
الاستثناء الوحيد هو انشقاق المنتدى الليبرالي في منتصف التسعينات برئاسة هايدى شميت، السياسي المدعوم من هايدر وحزبه لفترة طويلة ومرشح للرئاسة عام 1992. وقد حصل حزب المنتدى على 6% من الأصوات داخل الدولة ولكنه (أي شميت) لم يستطع المحافظة على تلك المكتسبات وبالتالي فقد هوى الحزب بخسارة مريرة خلال انتخابات النيابية عام 1999.
يتكون الحزب من خليط من المبادئ الشعوبية والأفكار القومية المتطرفة والتي نمت وتطورت مع السنين. بالإضافة إلى اصوات اليمين المتطرف، فإن حزب حزب الحرية النمساوي كان قادرا على جذب الأصوات المعارضة من كلا المحافظين والديمقراطي الاجتماعي خلال انتخابات المحلية والعامة خلال التسعينات، إلى جانب أولئك الذي ضاقوا ذرعا من عقود من حكم ما يسمى «التحالف العظيم»، وقد تمتع هايدر بدعم غير مشروط من قلب الأصوات اليمينية المتطرفة والتي لم تستطع الحصول على أحزاب تنطق باسمها (وهو ممنوع تحت قانون منع النازية).

#### حكومة ائتلافية معحزب الشعب

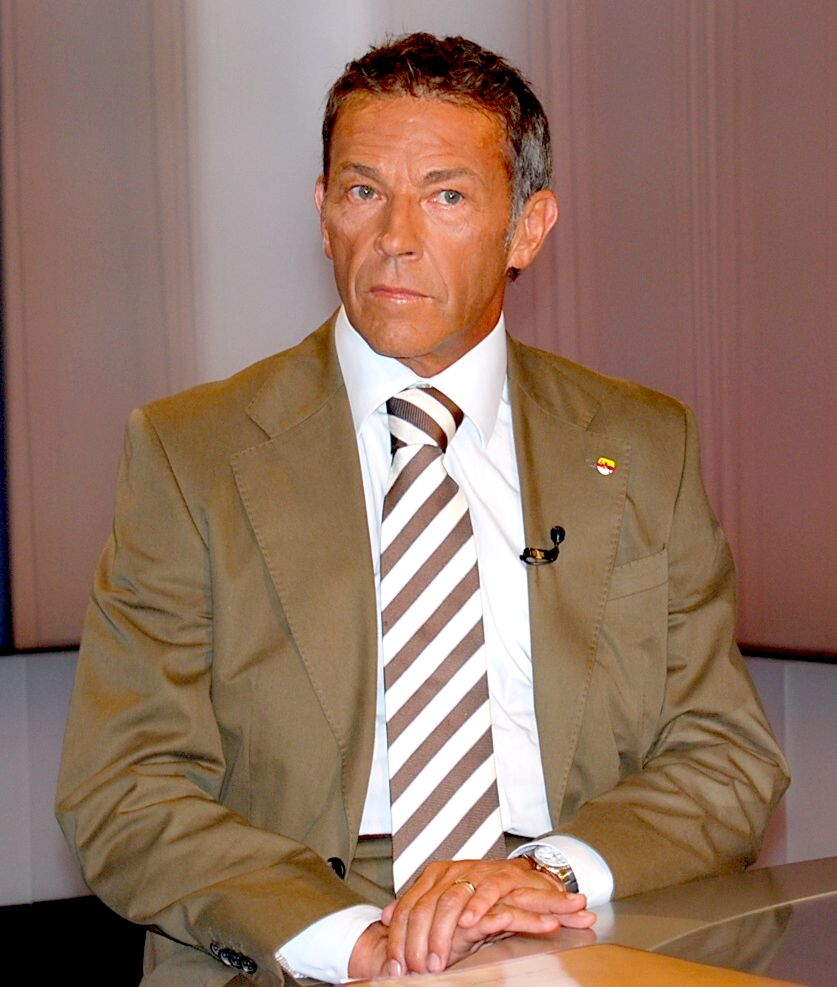
هيدر خلال مناظرة تلفزيونية عام 2008

في عام 2000 تحالف حزب الحرية التابع لهايدر مع حزب الشعب بزعامة وولف جانج شوسيل لتكوين حكومة ائتلافية مما سبب بضجة ضخمة داخل النمسا وبالقارة الأوروبية. فقرر زعماء دول الاتحاد الأوروبي ال14 وقف كافة اشكال التعاون مع الحكومة الائتلافية الوليدة بالنمسا، وصار الشعور العام عند دول كثيرة بأن الحاجز الوقائي ضد أي تحالف مع الأحزاب اليمينية المتطرفة والمعمول به في أوروبا الغربية منذ عام 1945 قد انتهك. وخلال عدة أشهر امتنع الكثير من القادة من مصافحة أو فتح علاقات اجتماعية مع أعضاء حكومة شوسيل، وقد وصف ذلك ممثلي حزب الشعب والحرية بأنها عقوبات، وقد لام مؤيدي الحكومة على الاشتراكيين الديموقراطيين والرئيس توماس كليستل على ذلك، بل وشككوا في ولائهم لبلدهم.
رأى زعماء الاتحاد الاوروبى بعد ذلك أن تلك التدابير قد أتت بنتائج عكسية، مما جعل الأمور تعود لوضعها الطبيعي خلال صيف عام 2000، وإن لم تتغير الحكومة الائتلافية. فمهما يكن فليس من السهل قياس آثار هذه «العقوبات».
في نهاية عام 2000 تنحى يورج هايدر عن قيادة الحزب، وقد اعتبرت وبنطاق عام بأنها محاولة -شريرة- لتهدئة الانتقادات الخارجية، فقد فضل أن يتحكم بالحزب من خارج دائرة الضوء، وجعل سوزان ريس باسر رئيسة للحزب وزعيمة شكلية. وقد أعلن هايدر بأن تلك الخطوة هي مجرد الوفاء بوعده كان قد اعطاه لناخبي حزبه في كورنتن قبل الانتخابات التي أجريت في العام نفسه.

### انهيار أول تحالف ورفض لحزب الشعب
في سبتمبر من عام 2002 وبعد مؤتمر حزبي خاص في كنيتلفلد بولاية ستيريا أو مايسمى بكنيتلفلد بوتج (Knittelfeld Putsch)، خسرت ريس باسر الدعم من الكثير من أعضاء الحزب. واعتبر هذا الاجتماع في بعض الأحيان تمردا ضد الأعضاء الذين يشاركون حاليا في الحكومة، ويعتقد أنه بدأ أو مدعوما على الأقل من هايدر. لذلك استقالت ريس باسر من منصب نائب المستشار الاتحادي ورئاسة الحزب ورحل معها وزير المالية كارل هاينز جراسر وبيتر وستنتالر زعيم الحزب بالبرلمان. وكانت النتيجة هي إجراء انتخابات برلمانية في نوفمبر.
اسفرت النتائج عن فوز ساحق لحزب الشعب المحافظ (42.27% من الأصوات) والذي قاده المستشار وولف جانج شوسل. أما حزب الحرية التابع لهايدر فإنه انخفض إلى 10.16% من الأصوات.
وفي رد فعله على تلك النتائج، ذكر هايدر انه قد طالب من زعيم حزب حزب الحرية النمساوي يجب أن يتنحى ليسمح له أن يكون الزعيم، وإن رفض أعلن بأنه سيترك السياسة الاتحادية بشكل دائم. في أكتوبر 2003 حصل تغيير وزاري بتحريض من هايدر. هاوبت كان عليه الاستقالة من منصب نائب المستشار ليحل محله اوبير جورباخ.
بتاريخ 7 مارس 2004 فاز حزب الحرية بالأغلبية (42.5% من الأصوات) بالانتخابات المحلية لبرلمان كورنتن. وفي 31 مارس 2004 تمت إعادة انتخاب هايدر كحاكم لكورنتن بدعم من أعضاء البرلمان لحزبي الحرية والاجتماعي الديمقراطي. هذا بداخل ولاية كورنتن، ولكن خارج تلك الولاية فإن قدرة هايدر الجبارة قد فقدت وبشكل قوي جدا من خلال أصوات الناخبين. فقد تكبد حزب الحرية خسائر مدمرة في مناطق انتخابية عديدة، مثل الانتخابات الأوربية عام 2004 وكذلك انتخابات غرفة التجارة النمساوية. وفي كلا الحالتين السابقتين فقد خسر ما بين النصف إلى الثلثين من الأصوات.

### إنشاء الحزب الجديد
نتيجة لتلك الأمور، فحزب FPÖ والذي ترأسه شقيقة هايدر (أرسولا هوبنر)، قد تمزق نتيجة الصراعات الداخلية. وفي فبراير من عام 2005 أعلن كلا من هايدر وأرسولا هوبنر ونائب المستشار هوبرت جورباخ وآخرين من وجوه حزب الحرية، قد أعلنوا عن إنشاء حزب جديد اسمه: التحالف من أجل مستقبل النمسا ورمزه (BZÖ) ويكون هايدر زعيم الحزب. بالواقع فتلك الحركة قد قسمت حزب الحرية إلى حزبين.
بالشهور التالية حاول الحزب الجديد أن يظهر نفسه داخل النسيج السياسي النمساوي ولكن حالفه القليل من الحظ. فقد بقى هايدر وحزبه الجديد على ائتلافه مع حزب الشعب، مما أدى إلى معارك ضارية ما بين حزبه الجديد والحزب القديم بعد الانفصال. واظهرت استطلاعات الرأي لاحقا أن كلا الطرفين سيخسر رضا الناخبين وسيكونان في حالة خطر بالوصول لحاجز نسبة ال4 ٪ من الاصوات على المستوى الوطني وهي النسبة المطلوبة للحصول على تمثيل في البرلمان.
بانتخابات عام 2006، حزب التحالف (BZÖ) حصل على 4.1% من الأصوات وبالتالي هو بالكاد قد خرج من عنق الحاجز بتمثيله ل 7 مقاعد نيابية في البرلمان. أما حزب حزب الحرية النمساوي ويقوده هانز كريستيان ستراشه، فقد تجاوز التوقعات الأولية حاصلا على 11% من الأصوات، أي 532 صوت خلف الخضر.
قاد بيتر وستنتالر الحزب التحالف الجديد من مايو 2006 وحتى أغسطس 2008. وفي 30 أغسطس 2008 وقبل الانتخابات التشريعية بفترة قصيرة، عاد هايدر لتولي منصب زعامة الحزب وبالتالي فقد حصل حزبه على 10.7% من الأصوات بينما حصل حزب الحرية على 17.5% من الأصوات.

## آراءه السياسية
منذ أن بدأ حياته السياسية عام 1970، فقد كان لهايدر انتقادات لعموم السياسات النمساوية. فقد استعمل شعارات مبسطة لرفع من شعبيته وذلك باستخدام قضايا يرى بأن الجمهور من الناس ينظر إليها على أنها غير عادلة أو تندرج بالمنفعة الذاتية للسياسات الحزب الكبيرة (وعلى وجه التحديد حزبي الاجتماعي الديمقراطي والشعب). فهايدر يعارض الهجرة، على الرغم من أنه إلى حد ما يؤيد باستمرار مساعي تركيا لدخول الاتحاد الأوروبي.

### سياسة اللغة
أحد أهم القضايا التي يكافح بها هايدر سياسيا هو ضد ثنائية اللغة في جنوب لكورنتن، حيث يوجد مجتمع الإثني للسكان السلوفين الاصليين ويسمون بالسلوفينين الكورنتين. ففي الثمانينات انتهج هايدر سياسة العزل العنصري في المدارس، واصر على تقسيم الطلبة السلوفينين والناطقين الألمانية في مدارس الابتدائية في جنوب كورنتن. وفي ديسمبر من عام 2001 أقرت المحكمة الدستورية بأن علامات الطرق بجميع أحياء كورنتن والتي تحتوي على أكثر من 10% من السكان الناطقين باللغة السلوفينية -شرط وجودهم من مدد طويلة- يجب أن تكتب باللغتين الألمانية والسلوفينية. وقد رفض هايدر تنفيذ تلك القرارات، الأمر الذي أعيد تأكيده من قبل المحكمة عدة مرات بعد ذلك، وهدد علنا بمقاضاة رئيس المحكمة الدستورية. فبدلا من إقامة مئات من العلامات الجديدة وبلغتين، كما حكم من قبل المحكمة، فقد أمر بإزالة اللوحات القائمة بالشوارع، مما أثار موجة من الاحتجاج بين الأقلية السلوفينية المحلية، بما في ذلك أعمال العصيان المدني.
وقد أزال هايدر علامة طريق بنفسه في مايو 2006 بقرية بليبرج جنوب شرق كورنتن وقذفها لعدة أمتار كردة فعل لقرار المحكمة الدستورية القائل بعدم دستورية اللوحات الإرشادية بالطريق المكتوبة بالألمانية فقط. وقد قارن نفسه بالمسيح الذي أزاح صخرة من فوق قبره، مما أثار سخط رجال الدين الكاثوليك المحليين. وبعد أن أدانت المحكمة فعلته تلك بأنها غير قانونية، هدد هايدر بالدعوة إلى استفتاء إقليمي بشأن هذه المسألة، والتي قد نبه بها علنا الرئيس الاتحادي هاينز فيشر. فتم منع الاستفتاء بقرار من المؤسسات الاتحادية التي وجدت أنه غير دستوري. ثم حاول الالتفاف على قرار المحكمة الدستورية بإرفاق لوحات صغيرة لأسماء أماكن كتبت بالسلوفينية بدلا من الألمانية، وذلك في ديسمبر 2006 والتي ردتها المحكمة مرة أخرى لعدم دستوريتها، ومع ذلك فقد استمر هايدر بعمله الغير قانوني متجاهلا قرار المحكمة.
وفي آخر خطاب له بمناسبة الاحتفال بالذكرى ال88 لاستفتاء كورنتن وقبل عدة ساعات من وفاته، كرر هايدر معارضته لأي شكل من أشكال ازدواجية اللغة المرئية في المنطقة وحذر الساسة السلوفان إلى «عدم اللعب بالنار».

### إتهامه بالتعاطف مع النازيين
تصريحات هيدر أظهرت وكأنه يدعم بعض الأفكار القومية الاشتراكية. ففي أول مهمة قضاها كحاكم عام 1989 والتي انتهت فجأة عندما أثنى على سياسات التوظيف للحكومة النازية، مما أجبر على الاستقالة. وبعدها بسنوات وصف معسكرات الاعتقال بالحرب العالمية الثانية بأنها معسكرات عقاب جماعي وقال بأن قوات (SS) هي تابعة للجيش الألماني النازي ويجب أن يكون لها بعض التقدير. وقارن أيضا تهجير اليهود من قبل النازيين بطرد الألمان السوديت من تشيكوسلوفاكيا بعد الحرب العالمية الثانية. وارتبط علانية مع قدامى محاربي لقوات (Waffen-س س)، بما في ذلك حضور إحدى مراسم احياء ذكرى ضحايا الحرب.

## معاداة السامية
اتهم هايدر وبشكل واسع بأنه يعطي ملاحظات التي تعتبر معادية للسامية. ويتعرض للانتقاد بشكل دائم لبياناته التي يمدح بها الحزب النازي وينتقد بشدة اليهود. منتقصيه يشيرون إلى إشارته التلميحية لزعيم الطائفة اليهودية في فيينا، آريال موزيكانت؛ عندما ألمح إلى أنه لايفهم كيف أن شخص يسمى بآريال (وهو اسم لإحدى منظفات الغسيل) وقد جمع الكثير من القذارة، موحيا بطرقه الملتوية في تجارة العقارات. منتقدي هايدر يدعون بأنه عدو للسامية. وهايدر يقول بأن موزيكانت قد زور خطابات معادية للسامية ونسبها إليه، وقد سحب كلامه هذا وسحب اتهامات أخرى، واعتذر عن «ملاحظاته الازدرائية».
وقد تعرض هايدر للتجسس من قبل الموساد، وذلك بواسطة أحد المقربين له وهو الأمين العام لحزب الحرية بيتر سيشروفسكي الذي جمع معلومات عن محادثات مثيرة للجدل مع الزعماء العرب البارزين.